# Боттидда
Бо́ттидда (итал. Bottidda) — коммуна в Италии, расположена в регионе Сардиния, в провинции Сассари.
Население составляет 760 человек (2008 г.), плотность населения составляет 24 чел./км². Коммуна занимает площадь 34 км². Почтовый индекс — 7010. Телефонный код — 079.
Покровительницей коммуны почитается Пресвятая Богородица, празднование 7 октября.

## Население
Динамика населения:

## Администрация коммуны
- Официальный сайт: http://www.comune.bottidda.ss.it/